# Semi-Pro: Drużyna marzeń.
Semi-Pro: Drużyna marzeń? (ang. Semi-Pro) – amerykańska komedia z 2008 roku w reżyserii Kenta Altermana, wyprodukowany przez New Line Cinema. Zdjęcia kręcono w Los Angeles oraz we Flint w stanie Michigan.

## Opis fabuły
Akcja filmu rozgrywa się w latach 70. XX wieku. Jackie Moon (Will Ferrell), były gwiazdor NBA, nagrywa piosenkę, która trafia na szczyty listy przebojów. Zarabia mnóstwo pieniędzy. Staje się właścicielem, menedżerem i trenerem drużyny, w której kiedyś grał. Postanawia sprawić, aby grupa nieudaczników zaczęła zwyciężać.

## Obsada
- Will Ferrell jako Jackie Moon
- André Benjamin jako Clarence Withers / Coffee Black / Downtown "Funky Stuff" Malone
- Woody Harrelson jako Ed Monix
- Andrew Daly jako Dick Pepperfield
- Will Arnett jako Lou Redwood
- Matt Walsh jako ojciec Pat
- Andy Richter jako Bobby Dee
- Jay Phillips jako Scootsie Double Day
- Josh Braaten jako Twiggy Munson
- Peter Cornell jako Vakidis
- DeRay Davis jako Bee Bee Ellis
- David Koechner jako Alan Ault
- Maura Tierney jako Lynn
- Rob Corddry jako Kyle

i inni